# 1957
Évszázadok: 19. század – 20. század – 21. század
Évtizedek: 1900-as évek – 1910-es évek – 1920-as évek – 1930-as évek – 1940-es évek – 1950-es évek – 1960-as évek – 1970-es évek – 1980-as évek – 1990-es évek – 2000-es évek
Évek: 1952 – 1953 – 1954 – 1955 –  1956 – 1957 – 1958 – 1959 – 1960 – 1961 – 1962

## Események

### Január
- január 1.– A Saar-vidék a Német Szövetségi Köztársaság tartománya lesz.[1]
- január 14. – Rákosi Mátyás levélben kéri az Elnöki Tanács és az Országgyűlés elnökét, hogy tegyék lehetővé részvételét a testületek munkájában.[2]
- január 15. – A néphadsereget és a belügyi erőket is irányító fegyveres erők minisztere, Münnich Ferenc jóváhagyja a Magyar Néphadsereg újjászervezését, amely a miniszter alárendeltségébe tartozó – hadosztály-struktúrájú – 62 ezer fős haderő megtartását irányozza elő.[3]
- január 20. – A lengyel nemzetgyűlési választásokon – a szavazásra jogosultak 94,19%-a vesz részt és – a szavazatok 94,4%-át a Nemzeti Egységfront jelöltjei kapják. (A Lengyel Egyesült Munkáspárt (PZPR) a mandátumok 91%-át szerzi meg.)[4]
- január 29. – A Magyar Szocialista Munkáspárt Ideiglenes Intéző Bizottsága (MSZMP IIB) ülésén párthatározat születik a Munkásőrség felállításáról.[5]

### Február
- február 2. – Kádár János salgótarjáni beszédében Nagy Imrét ellenforradalmi felkelés szításával vádolja és árulónak nevezi.
- február 7. – A munkás-paraszt kormány elfogadja a Munkásőrség felállításáról szóló törvényerejű rendeletet, és az ezt szabályozó kormányhatározatot.[5]
- február 9. – Horthy Miklós halála a portugáliai Estorilban.[6]
- február 17. vagy február 19. – Romániában megkezdődik az érmihályfalvi csoport tagjainak letartóztatása.[7]
- február 19. – Megalakul a Munkásőrség;[8] országos parancsnokságának élére Halas Lajost nevezik ki.[5]
- február 26. – Az MSZMP Ideiglenes Központi Bizottsága úgy dönt, hogy Rákosi Mátyás öt évig nem térhet haza Magyarországra.[2]

### Március

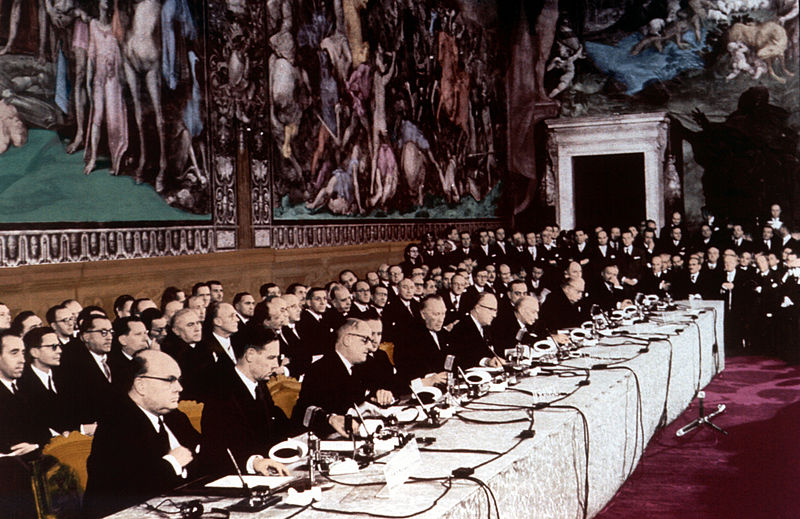
A római szerződés aláírói és aláírása

- március 6. – Ghána kikiáltja függetlenségét, az afrikai brit gyarmatok közül elsőként.
- március 20–28. – A magyar párt- és kormányküldöttség Moszkvában megállapodik a szovjet vezetéssel a volt főtitkár, Rákosi Mátyásnak a  Szovjetunióban tartásáról,[2] valamint a szovjet csapatok magyarországi tartózkodásáról.[8]
- március 21. – Megalakul a Magyar Kommunista Ifjúsági Szövetség.[8] (1989. április 22-én oszlik fel.)
- március 25.
  - Rómában aláírták az Európai Gazdasági Közösség létrehozásáról szóló dokumentumot.[9]
  - Rákosi Mátyás Hruscsovhoz írt levelében teljes politikai reaktivizálását követeli.[2]
- március 27. – Csehszlovákia barátsági és együttműködési szerződést ír alá a Kínai Népköztársasággal.[10]

### Április
- április 15. – Vörösmarty Béla alezredes parancsnoksága alatt – részben Kecskeméten, részben Taszáron – megalakul a Repülő Kiképző Központ.
- április 17. – A Német Demokratikus Köztársaság (NDK) és Lengyelország kormánya egyezményt ír alá lengyel külszíni barnaszéntelepek feltárásában való együttműködésről.[4]
- április 18. – A Szovjetunió Kommunista Pártja (SZKP) Központi Bizottsága határozatban erősíti meg a magyar pártvezetőkkel való megállapodást Rákosi Mátyás kinntartásáról.[2]

### Május
- május 2–3. – A Bonnban ülésező Észak-atlanti Tanács döntést hoz a szabad választások útján történő német újraegyesítési törekvések támogatásáról.[9]
- május 9. – Az országgyűlés megerősíti Kádár Jánost kormányfői tisztségében, és jóváhagyja a Kádár-kormány addigi intézkedéseit.[11]
- május 15. – Nagy–Britannia felrobbantja az első angol termonukleáris bombáját a Karácsony-szigeten.
- május 16. – A belga Paul-Henri Spaakot nevezik ki a NATO főtitkárának.[9]
- május 27. – Magyar-szovjet megállapodás a szovjet csapatok magyarországi jelenlétéről.[12]

### Június
- június 9. –  A Broad Peak (tszf. 8047 m) első megmászása.
- június 25–27. – A jugoszláv munkástanácsok I. kongresszusa.[13]

### Július
- július 29. – Berlinben a francia, az NSZK, a brit és az amerikai kormány nyilatkozatot ír alá, amely szerint azonos politikát folytatnak Németország újraegyesítése és az európai biztonság kérdésében.[9]

### Augusztus
- augusztus 9. – Molotovszk kikötőjében vízre bocsátják a szovjet haditengerészet első 627 Kit (azaz Bálna), NATO-kódnevén November osztályú atomhajtóműves tengeralattjáróját, a K–3-at.[14]
- augusztus 15. – Az állami szervek a Borsod-Abaúj-Zemplén megyei Hejcére internálják Badalik Sándor veszprémi megyés püspököt.
- augusztus 21. – A Szovjetunió elindítja első interkontinentális ballisztikus rakétáját.[9]

### Szeptember
- szeptember 8. – A marosvásárhelyi Bolyai Farkas Líceum előtti Bolyai téren  az iskola alapításának 400. évfordulóján leplezik le a Bolyaiak szobrát, Izsák Márton és Csorvássy István alkotását.[15]
- szeptember 14. – Az Egyesült Nemzetek Szervezetének (ENSZ) közgyűlése elítéli a magyarországi szovjet intervenciót.[9]
- szeptember 15. – A harmadik Bundestag-választás győztese a CDU, miután az érvényes szavazatoknak több mint felét (50,2%) megszerezte. Második 31,8%-os eredménnyel az SPD, míg a FDP 7,7%-kal a harmadik.[16]
- szeptember 16. – Kolozsváron megkezdődik a Dobai-csoport pere.[7]
- szeptember 25. – Működésbe lép az első csehszlovák atomreaktor, melynek teljesítménye 2000 kW.[10]
- szeptember 29. – A szovjet Majak atomlétesítményben bekövetkezett robbanás miatt óriási mennyiségű radioaktív hulladék kerül a környezetbe.

### Október
- október 2. – A lengyel kormány javaslatot tesz egy közép-európai atomfegyvermentes övezet létrehozására. (Az indítványt Adam Rapacki, lengyel külügyminiszter terjeszti be az ENSZ közgyűlésének 12. ülésszakán (Rapacki-terv). Az Egyesült Államok és az NSZK elutasítja, az NDK támogatja a tervet.)[4]
- október 19. – A Német Szövetségi Köztársaság megszakítja a diplomáciai kapcsolatokat Jugoszláviávak, miután az felvette a kapcsolatot a Német Demokratikus Köztársasággal.[17]

### November
- november 3. – Magyarországon megszűnik az 1956. december 11-én bevezetett rögtönbíráskodás.[18]
- november 7. – Megkezdődik az NDK-s Trabant gépkocsi gyártása.
- november 13. – Ítéletet hirdetnek az úgynevezett nagy íróperben.[11]
- november 14–18. – 12 kommunista és munkáspárt konferenciája Moszkvában. (A Jugoszláv Kommunisták Szövetsége (SKJ) nem írja alá a közös politikai nyilatkozatot, mert az nem szól arról, hogy a sztálinizmus ellen is harcolni kell. A 64 „testvérpárt” november 16–19. közötti találkozójának békenyilatkozatát aláírja.)[13]
- november 19. – Antonín Novotný-t választják a Csehszlovák Köztársaság elnökévé.[10]
- november 24. – Megnyílnak a T-Centralenben, Stockholmban az 1. és 2. metrók állomásai.

### December
- december 4. – Jugoszlávia az új ötéves terv elfogadásával feladja a nehéz- és hadiipar-centrikus gazdaságfejlesztési politikát.
- december 16–19. – Párizsban, a NATO–országok – kormányfői szinten – üléseznek, ahol megerősítik az Atlanti Szövetség elveit és célját.[9]
- december 18. – Az Amerikai Egyesült Államok első atomerőműve megkezdte működését Shippingportban.

### Határozatlan dátumú események
- január – Feloszlatják a Lengyel Ifjúsági Szövetséget, melynek helyébe a Szocialista Ifjúsági Szövetség és a Falusi Ifjúsági Szövetség lép.[4]
- augusztus vége – Moszkvából – feleségével együtt – a Fekete-tenger közelében fekvő Krasznodarba költöztetik Rákosi Mátyást.[2]
- az év folyamán – Az amerikai Eisenhower-kormányzat bejelenti az USA és Irán kutatási együttműködését az atomenergia békés felhasználására.[19]

## Az év témái

### 1957 az irodalomban
- március 15. – Megindul az Élet és Irodalom című irodalmi és politikai hetilap. Főszerkesztője Bölöni György.
- Nagy László: Ki viszi át a szerelmet, versek
- Jack Kerouac regénye: Úton[20]
- Olaszországban megjelenik Borisz Paszternak Zsivago doktor című regénye.[21]

### 1957 a sportban

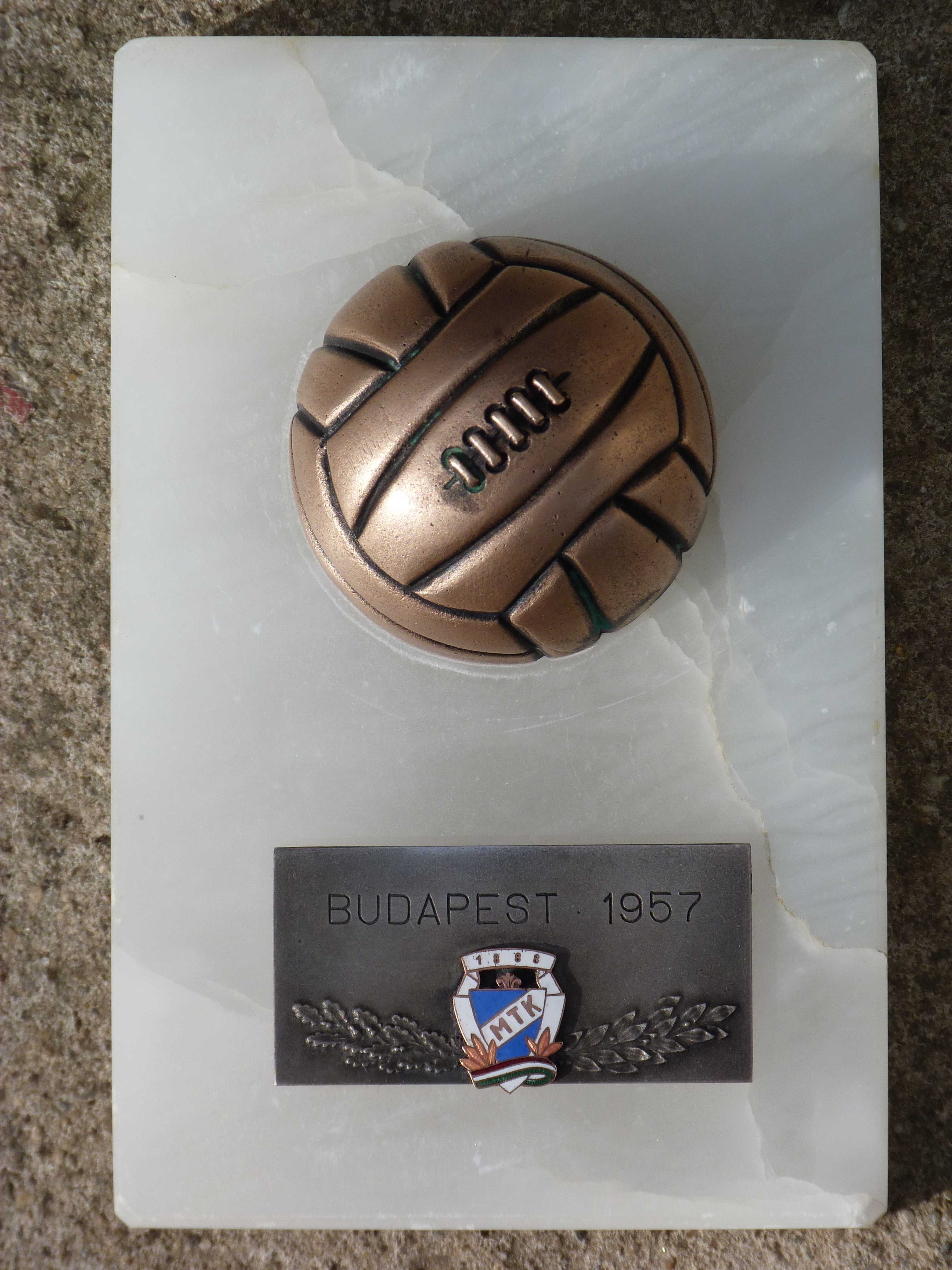
Tavaszi kupa - 1957

- Juan Manuel Fangio nyeri a Formula–1 világbajnokságot, ez az ötödik bajnoki címe.
- A Budapesti Vasas SC nyeri az egyfordulós NB1-et. Ez a klub első bajnoki címe.

### 1957 a televízióban
- május 1. – Hivatalosan megkezdi működését a Magyar Televízió.
- július 2. – Hetente tíz percben jelentkezik a Képes Híradó, melyet 17 munkatárs készít 35mm–es mozifilmre.

### 1957 a tudományban
- Nemzetközi geofizikai év
- október 4. – Pályára áll a szovjet Szputnyik–1, az első műhold.[22]
- november 3. – A Szputnyik–2 műhold fedélzetén eljut az világűrbe az első élőlény, Lajka kutya.
- december 5. – Leningrádban vízre bocsátják a világ első nukleáris meghajtású felszíni hajóját, a Lenin atomjégtörőt

### 1957 a zenében
- Megalakul a Kingston Trio nevű amerikai folkegyüttes.
- szeptember 20-án Helsinkiben Jean Sibelius V. szimfóniáját adták elő. A szerző ezen a napon hunyt el.
- szeptember 26., Broadway. Leonard Bernstein: West Side Story című musical bemutatója.
- Elvis Presley: Elvis' Christmas Album
- Frank Sinatra: Close to You / A Swingin’ Affair! / Where Are You? / A Jolly Christmas from Frank Sinatra

## Születések
- január 1.
  - Cselenyák Imre, elbeszélő regényíró, zenész, dalszövegíró
  - Ramaz Sengelija, U21-es Európa-bajnok szovjet-grúz labdarúgó († 2012)
- január 6. – Fogarasy Attila tanár, újságíró, újság- és könyvszerkesztő, helytörténész, költő
- január 7. – Julian Solis ökölvívó-világbajnok
- január 17. – Balla D. Károly József Attila-díjas kárpátaljai magyar író, szerkesztő, blogger
- január 21. – Csongrádi Pál Sándor tűzoltó alezredes
- február 3. – Békés Csaba magyar történész
- február 5. – Veres János magyar közgazdász, politikus, az MSZP alapító tagja, volt pénzügyminiszter
- február 19. – Falco (születési nevén Johann Hölzel) osztrák popzenész († 1998)
- február 20. – Mario Grech máltai egyházjogász, Gozo katolikus püspöke
- február 22. – Rohonczi István magyar festőművész
- március 9. – Bajor Imre magyar színész († 2014)
- március 10. – Oszáma bin Láden militáns iszlamista, terrorista († 2011)
- március 11. – Kászem Szolejmáni iráni tábornok († 2020)
- március 13. – Artus de Penguern francia színész, rendező († 2013)
- március 25. – Bächer Iván magyar író, újságíró, publicista († 2013)
- március 29. – Christopher Lambert César-díjas francia színész
- március 31. – Janisch Attila Balázs Béla-díjas magyar filmrendező, forgatókönyvíró
- április 5. – Lázár Imre magyar orvos
- április 17. – Nick Hornby angol író, publicista
- április 22. – Donald Tusk lengyel kormányfő
- április 28. – Christopher Young amerikai filmrendező
- május 5. – Małgorzata Kidawa-Błońska lengyel politikus, filmproducer, a Szejm elnöke (2015)
- május 10. – Lang Györgyi magyar énekesnő, színésznő a Pa-dö-dő együttes tagja († 2023)
- május 20. – Lucélia Santos brazil színésznő, rendező, producer
- május 23. – Jimmy McShane északír énekes, a Baltimora együttes tagja († 1995)
- május 26. – Hirnök József magyarországi szlovén politikus († 2024)
- június 2. – Dióssy László politikus, környezetvédő, üzletember
- június 13. – Rinat Daszajev szovjet labdarúgó
- június 19. – Anna Lindh svéd politikus († 2003)
- június 20. – Takáts Tamás Máté Péter-díjas magyar rock- és bluesénekes, a Karthago együttes tagja
- június 27. – Geir Ivarsøy, az Opera Software egyik alapítója († 2006)
- július 5. – Egyed Emese erdélyi költő, irodalomtörténész, egyetemi tanár, Egyed Ákos akadémikus, történész lánya, Egyed Péter költő testvére.
- július 19. – Patkó Béla Kiki Máté Péter-díjas magyar énekes, az Első Emelet frontembere
- augusztus 9. – Melanie Griffith amerikai színésznő
- augusztus 10. – Básti Juli Kossuth-díjas magyar színésznő
- augusztus 17. – Sas Tamás magyar filmrendező, operatőr
- augusztus 19. – Sebestyén Márta Kossuth-díjas magyar népdalénekes, előadóművész
- augusztus 26. – Szentandrássy István Kossuth-díjas magyar-roma festőművész († 2020)
- szeptember 1. – Gloria Estefan kubai származású amerikai énekesnő
- szeptember 3. – Steve Schirripa amerikai színész
- szeptember 4. – Farkas Flórián magyarországi roma politikus
- szeptember 9. – Mucsi Zoltán Jászai Mari-díjas magyar színész
- szeptember 14. – Steven Jay Russell, hírhedt texasi csaló
- szeptember 15. – Paweł Pawlikowski lengyel filmrendező, forgatókönyvíró
- szeptember 15. – Tölgyessy Péter magyar politikus, az SZDSZ egykori elnöke
- szeptember 16. – Tari János dokumentumfilm-rendező
- szeptember 18. – Tasnádi Márton magyar színházi és filmrendező, műsorvezető († 2017)
- október 12.
  - Csillag Endre gitáros
  - Rémi Laurent francia színész († 1989)
- október 18.
  - Precious Wilson jamaicai énekesnő
  - Tömböl László vezérezredes, vezérkari főnök
- október 23. – Charles Betty, az Earthlink (egy nagy amerikai internetszolgáltató) elnök-vezérigazgatója († 2007)
- október 23. – Paul Kagame, Ruanda elnöke
- november 5. – Jon-Erik Hexum amerikai színész, modell († 1984)
- november 12. – Zsiborás Gábor magyar válogatott labdarúgó († 1993)
- november 15. – Kevin Eubanks amerikai jazzgitáros
- november 17. – Ifj. Tóth László magyar festő- és grafikusművész
- november 19. – Ofra Haza, izraeli popénekes († 2000)
- december 1.
  - Geréby György, magyar filozófus, egyetemi tanár, docens az ELTE Antik és Középkori Filozófiatörténeti Tanszékén
  - Kovács Zoltán, FIDESZ-es politikus, Pápa polgármestere
- december 6. – Andrew Cuomo amerikai politikus, lakásügyi és városfejlesztési miniszter, New York állam kormányzója
- december 13. – Steve Buscemi, amerikai színész, rendező, producer, író
- december 19. – Cyril Collard, César-díjas francia zeneszerző, író, rendező és színész  († 1993)

## Halálozások
- január 4. – Rudnay Gyula festőművész (* 1878)
- január 14. – Humphrey Bogart amerikai színész (* 1899)
- január 16. – Arturo Toscanini olasz karmester (* 1867)
- február 1. – Friedrich Paulus német tábornok, egyetemi oktató (* 1890)
- február 8. – Neumann János matematikus (* 1903)
- február 9. – Horthy Miklós, Magyarország kormányzója[8] (* 1868)
- február 13. – Jászi Oszkár társadalomtudós, szerkesztő, politikus[8] (* 1875)
- február 18. – Henry Norris Russell amerikai csillagász (* 1877)
- március 8. – Esterházy János felvidéki magyar politikus (* 1901)
- április 15. – Alexandra Viktória schleswig-holstein-sonderburg-glücksburgi hercegnő (* 1887)
- május 13. – Fekete Mihály magyar-izraeli matematikus (* 1886)
- május 16. – Eliot Ness amerikai szövetségi ügynök, az Al Capone elleni küzdelemről ismert (* 1903)
- május 16. – Haám Artúr magyar földbirtokos, politikus, országgyűlési képviselő (* 1881)
- június 20. – Soós Imre színész (* 1930)
- június 27. – Malcolm Lowry angol író (* 1909)
- június 27. – Sass Árpád festő (* 1896)
- június 28. – Poldini Ede zeneszerző, zongoraművész (* 1869)
- július 2. – Patacsi Dénes magyar gazdálkodó, politikus, országgyűlési képviselő, államtitkár (* 1877)
- augusztus 4. – Laziczius Gyula nyelvész, irodalomtörténész, az MTA tagja (* 1896)
- augusztus 29. – Ágoston Ernő festő, grafikus (* 1889)
- szeptember 3. – Heltai Jenő költő, író (* 1871)
- szeptember 15. – Mosshammer Ottó osztrák-magyar hárfaművész és hárfatanár (* 1872)
- szeptember 20. – Jean Sibelius finn zeneszerző (* 1865)
- október 3. – Szabó Lőrinc költő, műfordító (* 1900)
- október 11. – Rády József olimpiai bajnok vívó (* 1884)
- október 25.
  - Balla Pál magyar munkás, az 1956-os forradalom utáni megtorlás egyik gyóni áldozata (* 1919)
  - Harmincz István, az 1956-os forradalom gyóni eseményeinek egyik résztvevője és kivégzettje (* 1928)
  - Lakos János, az 1956-os forradalom gyóni eseményeinek egyik résztvevője és kivégzettje (* 1920)
- november 16. – Palotás József olimpiai bronzérmes birkózó (* 1911)
- november 24. – Diego Rivera mexikói festőművész (* 1886)
- november 29. – Erich Wolfgang Korngold osztrák zeneszerző (* 1897)
- november 29. – Bán Róbert 1956-os felkelő (* 1934)
- november 30. – Beniamino Gigli, olasz operaénekes (tenor) (* 1890)
- december 15. – Brenner János római katolikus pap, gyilkosság áldozata lett (* 1931)
- december 16. – Gellért Oszkár költő, újságíró (* 1882)

## Nobel-díjasok
- A Nobel-díjat a svéd Alfred Nobel alapította, 1901 óta adják át, melyet a Svéd Királyi Tudományos Akadémia ítél oda a tudomány, az irodalom és humanitárius területen kimagasló eredményt elért magánszemélyeknek, illetve intézményeknek.

| Fizikai            | Jang Csen-ning és Li Cseng-tao kínai fizikus |
| Kémiai             | Sir Alexander Robertus Todd skót kémikus     |
| Orvosi-fiziológiai | Daniel Bovet olasz pedagógus, fiziológus     |
| Irodalmi           | Albert Camus francia író                     |
| Béke               | Lester Bowles Pearson kanadai diplomata      |